# Guitar Hero III: Legends of Rock
Guitar Hero III: Legends of Rock är ett rhythm-spel och den tredje delen i Guitar Hero-serien. Spelet är publicerat av Activision och RedOctane, med Neversoft som utvecklare för Playstation 3- och Xbox 360-versionerna. Aspyr Media är utvecklare för versionen till Windows och Macintosh, och Vicarious Visions var utvecklare av Nintendo Wii-versionen. I Sverige släpptes spelet den 23 november 2007.
I spelet finns det tre bossar som spelaren måste besegra för att avancera: Slash (Guns N' Roses gitarrist, har även varit gitarrist i Velvet Revolver), Tom Morello (Rage Against the Machines & Audioslaves gitarrist) och Lou (djävulen). Bret Michaels (från Poison) är också med i spelet, dock som sångare till vissa låtar.

## Låtlista
Låtar i fet stil framförs av originalartisterna.
Tier 1: Starting Out Small
- Foghat - Slow Ride
- Poison - Talk Dirty to Me
- Pat Benatar - Hit Me With Your Best Shot
- Social Distortion - Story of My Life
- Kiss - Rock and Roll All Nite (encore)
- Beastie Boys - Sabotage (co-op Encore)

Tier 2: Your First Real Gig
- Mountain - Mississippi Queen
- Alice Cooper - School's Out
- Cream - Sunshine of Your Love
- Heart - Barracuda
- Gitarrduell mot Tom Morello
- Rage Against the Machine - Bulls on Parade (encore)
- The Strokes - Reptilia (co-op encore)

Tier 3: Making the Video
- The Killers - When You Were Young
- AFI - Miss Murder
- The Who - The Seeker
- Priestess - Lay Down
- Rolling Stones - Paint It Black (encore)
- Red Hot Chili Peppers - Suck My Kiss (co-op encore)

Tier 4: European Invasion
- Black Sabbath - Paranoid
- The Sex Pistols - Anarchy in the U.K.
- Sonic Youth - Kool Thing
- Weezer - My Name Is Jonas
- Pearl Jam - Even Flow (encore)
- Blue Öyster Cult - Cities on Flame with Rock & Roll (co-op encore)

Tier 5: Bighouse Blues
- Dead Kennedys - Holiday in Cambodia
- The Scorpions - Rock You Like a Hurricane
- Aerosmith - Same Old Song and Dance
- ZZ Top - La Grange
- Gitarrduell mot Slash
- Guns N Roses - Welcome to the Jungle (encore)
- Bloc Party - Helicopter (co-op encore)

Tier 6: The Hottest Band on Earth
- Santana - Black Magic Woman
- The Smashing Pumpkins - Cherub Rock
- White Zombie - Black Sunshine
- Tenacious D - The Metal
- Stevie Ray Vaughan - Pride and Joy (encore)
- Matchbook Romance - Monsters (co-op encore)

Tier 7: Live in Japan
- Slipknot - Before I Forget
- Disturbed - Stricken
- Queens of the Stone Age - 3's & 7's
- Muse - Knights of Cydonia
- Living Colour - Cult of Personality (encore)

Tier 8: Battle for Your Soul
- Slayer - Raining Blood
- Eric Johnson - Cliffs of Dover
- Iron Maiden - The Number of the Beast
- Metallica - One
- Gitarrduell mot Lou - Steve Ouimette - Devil Went Down to Georgia (inspirerad av låten med samma namn av Charlie Daniels).

Bonuslåtar
- Heroés del Silencio - Avalancha
- Gallows - In the Belly of a Shark
- Senses Fail - Can't Be Saved
- Lacuna Coil - Closer
- The Sleeping - Don't Hold Back
- LA Slum Lords - Down 'N Dirty
- The Fall of Troy - F.C.P.R.E.M.I.X.
- Revolverheld - Generation Rock
- Bret Michaels Band - Go That Far
- Die Toten Hosen - Hier Kommt Alex
- Hellacopters - I'm in the Band
- An Endless Sporadic - Impulse
- Scouts of St. Sebastian - In Love
- Naast - Mauvais Garçon
- Lions - Metal Heavy Lady
- Backyard Babies - Minus Celsius
- Killswitch Engage - My Curse
- Dope - Nothing for Me Here
- Rise Against - Prayer of the Refugee
- Superbus - Radio Song
- The Kaiser Chiefs - Ruby
- The Stone Roses - She Bangs the Drums
- In Flames - Take This Life
- Prototype - The Way It Ends
- Dragonforce - Through the Fire and Flames